# Epidendrum cardioepichilum
Epidendrum cardioepichilum är en orkidéart som beskrevs av Hágsater, D.Trujillo och E.Santiago. Epidendrum cardioepichilum ingår i släktet Epidendrum och familjen orkidéer.
Artens utbredningsområde är Peru. Inga underarter finns listade i Catalogue of Life.